# Pálmajáró
A pálmajáró (Dulus dominicus) a verébalakúak (Passeriformes) rendjébe tartozó madár, a pálmajárófélék (Dulidae) családjának tartozó Dulus nem egyetlen faja.
Egyes rendszerezések szerint a csonttollúfélék (Bombycillidae) családjába sorolják, mint Dulinae alcsalád.

## Előfordulása
Endemikus faj, csak a Közép-Amerikai Hispaniola szigetén és a kis Gonâve szigeten, Haitiban és a Dominikai Köztársaságban él. Ez utóbbi nemzeti madarának is választotta a fajt.

## Megjelenése
Veréb nagyságú, de karcsúbb. A háta olajbarna, a hasa sárgásfehérrel hosszant csíkozott. A nemek látszólag egyformák.

## Életmódja
Bogyókat és virágokat eszik. Nem költöző. Csoportosan költ: több pár közösen épít fészket egy-egy magasabb királypálma (Roystonea regia) tetején. A fészek átmérője 1 méternél is nagyobb lehet. A tojó rendszerint négy tojást rak.